# Liste deutscher Bezeichnungen litauischer Orte

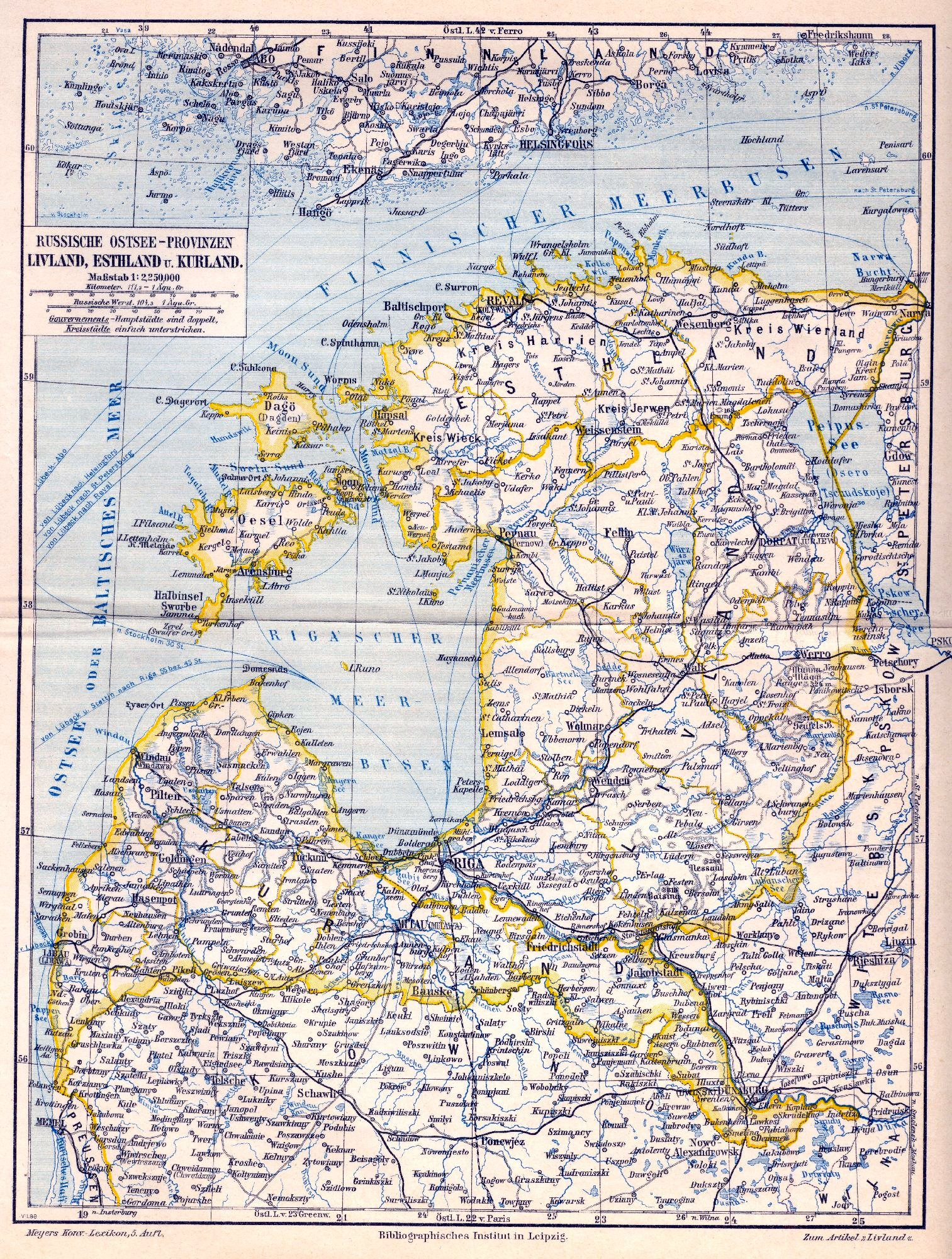
Karte der russischen Ostseeprovinzen mit deutschen Ortsbezeichnungen (Meyers Konversations-Lexikon, 1893–97)

Diese Liste deutscher Bezeichnungen litauischer Orte stellt die bis 1920 oder 1945 offiziellen und teils heute noch geläufigen deutschen Bezeichnungen von Städten, Flüssen, Inseln im Gebiet des ehemaligen Ostpreußen (Memelland) etc. denen gegenüber, die in Litauen verwendet werden. Des Weiteren werden im zweiten Abschnitt die historischen deutschen Bezeichnungen im Gebiet des sogenannten Großlitauens dargestellt.
Historische, englischsprachige Karten (Comprehensive Atlas and Geography of the World, published by Blackie and Sons in 1882 in Edinburgh, Scotland) zeigen die Baltischen Gebiete des Zarenreiches und Ostpreußen mit ihren damaligen Ortsbezeichnungen.

## Deutsche Ortsnamen im früheren Ostpreußen

### A
- Ablenken (Ort und Gut) Kreis Pogegen – Uplankis
- Abschruten Kreis Pogegen – Opšriutai
- Absteinen Kreis Pogegen – Opstainys
- Adlig-Crottingen Kreis Memel – Šlikiai
- Adlig-Götzhöfen Kreis Memel – Šlapžemiai / Gedmino dvaras
- Adlig-Heydekrug Kreis Heydekrug – Šilute, dvaras
- Adlig Prökuls Kreis Memel: Priekulė
- Adlig Schudienen Kreis Tilsit-Ragnit: Šudinai
- Adomischken Kreis Pogegen: Adomiškiai
- Aglohnen Kreis Memel: Agluonėnai
- Akmonischken Kreis Pogegen: Akemeniškiai
- Aleken/ Alex-Meschkeit Kreis Pogegen: Aleknai
- Alk Kreis Heydekrug: Alka
- Alßeiken-Jahn Kreis Memel: Alsekai
- Alt-Dekinten Kreis Pogegen: Dėkintai
- Althof Kreis Memel: Sendvaris
- Alt-Karzewischken Kreis Pogegen: Karševiškiai
- Alt-Rugeln Kreis Heydekrug: Rūguliai
- Alt Schäken Kreis Pogegen: Šakiai
- Alt Stremehnen Kreis Pogegen: Stremėnai
- Altweide Kreis Pogegen: Antšyšiai
- Anduln Kreis Memel: Anduliai
- Annuschen Kreis Pogegen: Anužiai
- Antgulbinnen Kreis Pogegen: Antgulbiniai
- Antleiten Kreis Pogegen: Antleičiai
- Antschwenten (Ort und Forsthaus) Kreis Pogegen: Antšvenčia
- Antuppen Kreis Pogegen: Antupiai
- Aschpurwen Kreis Memel: Ašpurviai
- Atmath Kreis Heydekrug: Atmata
- Auerhahn (Forsthaus) Kreis Pogegen: Tetervinė
- Augsgirren (Ort und Forsthaus) Kreis Pogegen: Aušgiriai
- Augskieken Kreis Pogegen: Aukskykiai
- Augstumal Kreis Heydekrug: Aukštumalas
- Augstumalmoor (Gutsbezirk) Kreis Heydekrug: Aukštumalo Pelkė
- Augstwilken Kreis Pogegen: Aukštvilkiai
- Auritten Kreis Heydekrug
- Ayssehnen Kreis Memel: Aisėnai

### B
- Bachmann Kreis Memel: Paupis
- Bärenschlucht Kreis Memel: Meškadaubis
- Baiten Kreis Memel: Baitai
- Bajohren Kreis Memel: Bajorai
- Bajohr-Mitzko Kreis Memel: Alksniai
- Baltupönen (Ort und Forsthaus) Kreis Pogegen: Baltupėnai
- Bardehnen Kreis Pogegen: Bardinai
- Barden Kreis Heydekrug: Barzdėnai
- Barschken Kreis Memel: Barškiai
- Barsduhnen Kreis Heydekrug: Barzdūnai
- Barsuhnen Kreis Pogegen: Barzūnai
- Barwen Kreis Heydekrug: Barvai
- Baubeln Kreis Pogegen: Bubliške
- Baugskorallen Kreis Memel: Baugštininkai
- Bejehden (Ort und Forsthaus) Kreis Memel: Begėdžiai
- Bennigkeiten Kreis Pogegen: Benikaičiai
- Bersteningken Kreis Pogegen: Berštininkai
- Berstusmoor / Medßokelmoor (Gutsbezirk) Kreis Heydekrug: Berstpelkė / Medžiokles Pelkė
- Berzischken Kreis Heydekrug: Beržiškiai
- Bewern Kreis Heydekrug
- Birbinten Kreis Pogegen
- Birkenhain Kreis Memel: Budrikai
- Birkenwalde Kreis Memel: Žemgrindžia
- Birßeninken Kreis Memel: Biržininkai
- Birstonischken Kreis Pogegen: Birstoniškiai
- Bismark (Gutsbezirk) Kreis Heydekrug: Žalgiriai
- Bittehnen Kreis Pogegen: Bitėnai
- Bittehnen-Schillehnen Kreis Pogege: Bitėnai
- Bittehnen-Ußbitschen Kreis Pogegen: Užbičiai
- Bitteßerischekn Kreis Pogegen
- Blaßen / Blaszen Kreis Heydekrug: Bložiai
- Blausden Kreis Heydekrug: Blauzdžiai
- Bliematzen Kreis Heydekrug: Macblydžia
- Bliematzen (Forsthaus) Kreis Memel: Blymaciai
- Bögschen Kreis Heydekrug: Bėkšai
- Bojehnen Kreis Pogegen: Bajėnai
- Bommelsvitte Stadtkreis Memel: Vitė
- Bratzischken Kreis Memel: Bračiskiai
- Bruchhöfen Kreis Pogegen: Grandininkai
- Bruiszen / Bruißen Kreis Heydekrug: Bružai
- Brusdeilinen Kreis Memel: Bruzdeilynai
- Buddelkehmen Kreis Memel: Budelkiemis
- Budsargen Stadtkreis Memel: Butsargiai
- Budwethen Kreis Memel: Budviečiai
- Bürgerfeld Stadtkreis Memel
- Bundeln Kreis Memel: Bundalai
- Bundeln (Forsthaus) Kreis Heydekrug: Bundalai
- Buttken Kreis Memel: Butkai

### C
- Campen Kreis Pogegen: Kampinė
- Carlshof / Karlshof Kreis Memel: Žiobrai
- Charlottenhof Stadtkreis Memel: Aulaukis
- Clauspußen / Klauspußen Kreis Memel: Kopūstai
- Clauswaiten / Klauswaiten Kreis Memel: Letukai
- Clemmenhof / Klemmenhof Kreis Memel: Klemiškė
- Coadjuthen / Koadjuthen Kreis Pogegen: Katyčiai
- Corallischken / Korallischken Kreis Memel: Karališkiai
- Cullmen-Jennen / Kullmen-Jennen Kreis Pogegen: Kulminai
- Cullmen-Laugallen / Kullmen-Laugallen Kreis Pogegen: Stepinškiai
- Cullmen-Szarden / Kullmen-Szarden Kreis Pogegen: Kentrai
- Cullmen-Wiedutaten / Kullmen-Wiedutaten Kreis Pogegen: Vidutačiai
- Czutellen Kreis Memel: Čiuteliai

### D
- Dallnitz Kreis Memel
- Dange-Ziegelei Stadtkreis Memel
- Dargußen Kreis Memel: Dargužiai
- Dargwill-Szodeiken Kreis Memel: Kūliškiai
- Darzeppeln Kreis Memel: Dercekliai
- Daugmanten Kreis Memel: Daugmantai
- Daupern Kreis Memel: Dauperai
- Dautzin-Niklau Kreis Memel: Laukžemiai
- Dawillen Kreis Memel: Dovilai
- Deegeln Kreis Memel: Dėgliai
- Deutsch Crottingen Kreis Memel: Kretingalė
- Deutsch Pillwarren Kreis Pogegen: Pilvarėliai
- Didßeln/Didszeln Kreis Heydekrug: Didšiliai
- Dingken Kreis Pogegen: Dinkiai
- Dingken (Forsthaus) Kreis Pogegen: Kavoliai
- Dinglauken (Forsthaus) Kreis Pogegen: Dinklaukis
- Dinwethen Kreis Memel: Dinviečiai
- Dittauen Kreis Memel: Ditava
- Dräßen Kreis Memel: Dreižiai
- Drawöhnen (Ort und ehemaliges Zollhaus) Kreis Memel: Dreverna
- Dronßeln/Dronszeln Kreis Heydekrug: Drunšilai
- Drucken Kreis Memel: Drukiai
- Dumpen Kreis Memel: Dumpiai
- Dumpen (Gut) Kreis Memel: Dumpiške
- Dwielen Kreis Memel: Dvyliai

### E
- Eduardshof Stadtkreis Memel
- Eglienen Kreis Memel: Eglynai
- Eglischken Kreis Memel: Egliškiai
- Eisenhammer (Forstgutsbezirk) Kreis Pogegen
- Eistrawischken Kreis Pogegen: Eisraviškiai
- Ekitten Kreis Memel: Eketė
- Endrikaten Kreis Pogegen: Endrikaičiai
- Erlenhorst Kreis Memel: Alksnynas
- Ernstthal I Kreis Pogegen: Strazdabalis
- Ernstthal II Kreis Pogegen: Strazdeliai

### F
- Feilenhof Kreis Heydekrug – Muiže
- Försterei / Plantagen Kreis Memel: Giruliai
- Forst Friedrichsgnade Kreis Memel – Liepgiriai

### G
- Gabergischken Kreis Memel: Gobergiškė
- Gaidellen Kreis Heydekrug: Gaideliai
- Gaitzen Kreis Heydekrug: Gaiciai
- Gallus-Wilpien Kreis Pogegen: Minjotai
- Galsdon-Joneiten Kreis Pogegen: Galsdonai
- Galten Kreis Memel: Galtai
- Gaussen Kreis Memel: Gausai
- Gedminnen Kreis Memel: Gedminai
- Gedwill-Paul Kreis Memel: Labrenciškė
- Gelßinnen / Gellßinnen Kreis Memel: Gelžiniai
- Georgenhöhe Kreis Heydekrug: Jurginė
- Gibbischen-Martin Kreis Memel: Gibišai
- Gibbischen-Peter Kreis Memel: Gibišėliai
- Gillanden Kreis Pogegen: Gilandžiai
- Gillandwirßen / Gillandwirszen Kreis Pogegen: Gilandviršiai
- Gintscheiten Kreis Pogegen: Ginšaičiai
- Girngallen-Gedmin Kreis Memel: Katkai
- Girngallen-Matz Kreis Memel: Girnkaliai
- Girreningken Kreis Heydekrug: Girininkai
- Gnieballen Kreis Heydekrug: Gnybalai
- Götzhöfen Stadtkreis Memel
- Grabben Kreis Memel: Grabai
- Grabsten Kreis Memel: Grobštai
- Grambowischken Kreis Memel: Gramboviškiai
- Grauduß-Bartel Kreis Memel: Graudūšiai
- Graumen Kreis Memel: Graumenė
- Greyßönen / Greiszöhnen Kreis Pogegen: Greiženai
- Grickschen Kreis Memel: Grikšai
- Grigoleiten Kreis Pogegen
- Größen / Gröszen Kreis Memel: Grėžiai
- Größpelken / Gröszpelken Kreis Pogegen: Griežpelkiai
- Gropischken Kreis Memel: Gropiškiai
- Groß Barwen Kreis Heydekrug: Didieji Barbai
- Groß Bersteningken Kreis Pogegen: Berštininkai
- Groß Grabuppen Kreis Heydekrug: Grabupiai
- Groß Jagschen Kreis Memel: Sėliniai
- Groß Kahlberg Kreis Heydekrug
- Groß Kurschen Kreis Memel: Trakiai
- Groß Plauschwarren / Adlig Plauschwarren Kreis Pogegen: Plaušvarė
- Groß Schilleningken Kreis Heydekrug: Šilininkai, Did.
- Groß Szagmanten Kreis Pogegen: Žagmantai
- GroßTauerlauken Kreis Memel: Tauralaukiai
- Grudscheiten Kreis Memel: Drudžeikiai
- Grünheide Kreis Memel: Grynaičiai
- Grünheide, Adlig Kreis Memel: Bertuliškė
- Grünheide, Vorwerk Kreis Pogegen: Šilynas
- Grünhof (Forsthaus) Kreis Pogegen: Žaldvaris
- Grumbeln Kreis Memel: Grumbliai
- Gudden (Ort und Bahnhof) Kreis Pogegen: Gudai
- Gündullen Kreis Memel: Kalnuvėnai
- Gurgsden Kreis Heydekrug: Gurgždžiai
- Gwilden Kreis Memel: Gvildžiai

### H
- Heidewald Kreis Heydekrug
- Heinrichsfelde Kreis Heydekrug: Andruliai
- Heinrichsthal Kreis Pogegen: Endriškė
- Henning-Hans Kreis Memel: Gerviškiai (nicht mehr existent)
- Hermannlöhlen Kreis Heydekrug: Urbiškiai
- Heydeberg (Ort und Gut) Kreis Pogegen: Domaičiai
- Heydebruch Kreis Pogegen: Naujiena
- Heydekrug (Stadt und Kreis): Šilutė
- Hoch Szagmanten Kreis Pogegen: Žagmantai, Aukšt.
- Hohenflur Kreis Memel: Glaudynai

### I
- Ilgauden-Mauserim Kreis Memel: Kebelkštai
- Ilgegahnen Kreis Memel: Ilgininškai
- Ißluße/Iszluzemoor Kreis Memel: Išlužė / Išlužės Pelkė
- Ischtaggen/Isztaggis Kreis Pogegen Išdagai

### J
- Jaagschen Kreis Memel: Jokšai
- Jacken Kreis Memel: Jakai
- Jägenberg Kreis Pogegen: Jėgininkai
- Jagstellen Kreis Heydekrug: Jakšteliai
- Jagutten Kreis Memel: Jogučiai
- Jakob-Titzkus Kreis Pogegen: Vaidženčiai
- Janischken Stadtkreis Memel: Janiškė
- Jankeiten Kreis Memel: Jankaičiai
- Janußen-Görge Kreis Memel: Jonušai
- Jatzischken/Jazischken Kreis Heydekrug: Jočiškiai
- Jecksterken (Forsthaus) Kreis Pogegen: Jekšterkiai
- Jettschen Kreis Pogegen
- Jodekrandt Kreis Heydekrug: Pelkininkai, nicht mehr existent
- Jodicken Kreis Memel: Juodikiai
- Jögsden Kreis Pogegen: Gegždiai
- Jogauden Kreis Pogegen: Jogaudai
- Johannesberg Kreis Pogegen
- Jonaten Kreis Heydekrug: Jonaičiai
- Jonikaten Kreis Pogegen: Jonikaičiai
- Jonischken (Forsthaus) Kreis Heydekrug: Joniškiai
- Joseph-Grutscheit Kreis Pogegen: Sauliai
- Jündßen Kreis Heydekrug: Ginšai
- Jugnaten Kreis Heydekrug: Juknaičiai
- Jura (Oberförsterei) Kreis Pogegen: Jūrava
- Jurge-Kandscheit Kreis Pogegen: Daubarai
- Jurgen Kreis Memel: Jurgiai
- Juschka-Budwethe Kreis Pogegen: Strielai
- Juschka-Spötzen Kreis Pogegen: Spiečiai

### K
- Kairinn Kreis Memel: Kairiai
- Kallehnen Kreis Pogegen: Kalėnai
- Kallningken Kreis Heydekrug: Kalininkai
- Kallnuggen Kreis Pogegen: Kalnujai
- Kallwehlen Kreis Pogegen: Kalvėliai
- Kallweiten Kreis Pogegen: Kalvaičiai
- Kallwellischken Kreis Heydekrug: Kalveliškiai
- Kallwischken Kreis Memel: Kalviškiai
- Kalwen Kreis Memel: Kalvia
- Kampen / Campen / Adlig Kampen Kreis Pogegen: Kampinė
- Kampspowilken Kreis Pogegen: Kamščiai
- Kanterischken Kreis Heydekrug: Kanteriškiai
- Kantweinen Kreis Memel: Kantvonai
- Karkelbeck Kreis Memel: Karklininkai
- Karwaiten Kreis Memel: Karvaičiai
- Karlsberg/Carlsberg Kreis Memel: Vaidaugai
- Kasparischken Kreis Memel: Kaspariškiai
- Kaßemeken/Kaszemeken Kreis Pogegen: Kažemėkiai
- Kassigkehmen Kreis Pogegen: Kasikėnai
- Kawohlen Kreis Pogegen: Kavoliai
- Kawohlen, Forsthaus/ Dingken, Forsthaus Kreis Pogegen: Kavolai
- Kebbeln Kreis Memel: Kebeliai
- Kekersen Kreis Pogegen: Kekersai
- Kellerischken Kreis Pogegen: Keleriškiai
- Kenkeln Kreis Heydekrug: Kenkliai
- Kepal-Claus / Kepal-Klaus Kreis Memel: Kuršlaukai
- Kerkutwethen Kreis Pogegen: Kerkutviečai
- Kerndorf Kreis Memel: Rusinai
- Kettwergen Kreis Memel: Ketvergiai
- Kiaken Kreis Memel: Kiokiai
- Killischken Kreis Heydekrug: Kiliškiai
- Kindschen-Bartel Kreis Memel: Kinčiai
- Kinten (Ort und Forsthaus) Kreis Heydekrug: Kintai
- Kioschen Kreis Heydekrug: Kiošiai
- Kirlicken Kreis Heydekrug: Kirlikai
- Kirrehlischken Kreis Heydekrug: Kirliškiai
- Kischken Kreis Heydekrug: Kiškiai
- Kischken-Görge Kreis Memel: Kiškėnai
- Kissinnen Kreis Memel: Kisinai
- Kiupeln Kreis Pogegen: Kiupeliai
- Klausmühlen Kreis Memel: Dirvupiai
- Klein Barwen Kreis Heydekrug: Mazieji Barvai
- Klein Bersteningken Kreis Pogegen: Beršteninkėliai
- Klein Götzhöfen / Götzhöfen Kreis Memel: Žardininkai
- Klein Grabuppen Kreis Heydekrug: Grabupėliai
- Klein Jagschen Kreis Memel: Sėlinėliai
- Klein Kahlberg Kreis Heydekrug
- Klein Karzewischken Kreis Pogegen: Karševiškėliai
- Klein Kurschen Kreis Memel: Kuršeliai
- Klein Plauschwarren Kreis Pogegen: Plaušvarėliai
- Klein Schilleningken Kreis Heydekrug: Šilininkėliai
- Klein Szagmanten Kreis Pogegen: Žagmantėliai
- Klein Tauerlauken Kreis Memel: Tauralaukėliai
- Klischen Kreis Memel: Klišiai
- Klooschen (Oberförsterei) Kreis Memel: Milkurpiai
- Klooschen-Bartel Kreis Memel: Klošiai
- Klugohnen Kreis Heydekrug: Klugonai
- Klumben Kreis Heydekrug: Klumbiai
- Köllmisch-Nausseden/Nausseden-Köllmisch Kreis Pogegen: Stigliškiai
- Königswäldchen Stadtkreis Memel
- Kogsten Kreis Heydekrug: Kuokštai
- Kojellen Kreis Memel: Kojeliai
- Kollaten Kreis Memel: Kolatė
- Kolleschen (Ort und Bahnhof) Kreis Heydekrug: Kulėšai
- Kooden Kreis Memel: Kuodžiai
- Kowgirren Kreis Pogegen: Kovgiriai
- Krakerort Kreis Heydekrug
- Krakischken Kreis Pogegen: Kriokiškiai
- Krakischken, Gut Kreis Heydekrug: Kriokiškiai
- Krakonischken Kreis Pogegen: Krakiniškai
- Kreuz-Krug Kreis Heydekrug
- Kreywöhnen Kreis Pogegen: Kreivėnai
- Kriegsdehnen Kreis Pogegen: Krigždėnai
- Krucken-Görge Kreis Memel: Ginduliai
- Kubsteningken Kreis Pogegen: Kupstininkai
- Kugeleit Kreis Pogegen: Kūgeliai
- Kuhlen Kreis Memel: Kūliai
- Kuhlins (Ort und Forsthaus) Kreis Heydekrug: Kūlynai
- Kukoreiten Kreis Heydekrug: Kukoraičiai
- Kukoreiten, Gut Kreis Heydekrug: Kukoriai
- Kunken-Görge Kreis Memel: Kunkiai
- Kurisches Haff: Kuršių marios
- Kurpen Kreis Heydekrug: Kurpai
- Kutturen Kreis Pogegen: Kuturiai
- Kutzen Kreis Pogegen: Kuciai
- Kuwertshof Kreis Heydekrug: Uostadvaris

### L
- Labatag-Michel-Purwin Kreis Memel: Labotakiai
- Lagitwiese Kreis Pogegen
- Lampsaten Kreis Heydekrug: Lamsočiai
- Lankuppen Kreis Memel: Lankupiai
- Lankutten Kreis Memel: Lankučiai
- Lapallen Kreis Heydekrug: Lapaliai
- Lapienen Kreis Heydekrug: Lapynė
- Lappenischken Kreis Memel: Lapiniškė
- Laschen Kreis Heydekrug: Lašai
- Lasdehnen Kreis Pogegen: Lazdėnai
- Laudßen/Laudszen Kreis Heydekrug: Laudžiai
- Laugallen Kreis Memel: Laugaliai
- Laugallen Kreis Heydekrug: Laugaliai
- Laugallen Kreis Pogegen: Laugaliai
- Laugßargen/Laugszargen Kreis Pogegen: Lauksargiai
- Launen Kreis Memel: Launiejaj
- Leibgirren (Forsthaus) Kreis Pogegen: Liepgiriai
- Leisten Kreis Memel: Laistai
- Leitgirren Kreis Heydekrug: Leitgiriai
- Leitwarren Kreis Pogegen: Leitvariai
- Lenken Kreis Heydekrug: Lenkai (nicht mehr existent)
- Lepraheim Stadtkreis Memel
- Leuchtturm (Gemeinde Kuwertshof) Kreis Heydekrug
- Leuchtturm Kreis Memel: Švyturys
- Leuchtturm (Gemeinde Windenburg) Kreis Heydekrug
- Liebestal Kreis Memel
- Liebken Kreis Memel: Lypkiai
- Liekertischken Kreis Heydekrug: Lykertiškiai
- Liewern Kreis Memel: Lyveriai
- Lindenhof Kreis Memel: Liepinė
- Lindicken Kreis Pogegen: Lindikai
- Lingen Kreis Memel: Lingiai
- Löbardt-Nausseden Kreis Memel: Lėbartai
- Löbardten Kreis Memel: Dėckiai
- Löllen Kreis Memel: Leliai
- Lompönen Kreis Pogegen: Lumpėnai
- Luisenhof Stadtkreis Memel

### M
- Mädewald Kreis Pogegen: Usėnai
- Mankuslauken Kreis Heydekrug: Manklaukiai
- Mantwieden Kreis Heydekrug: Mantvydai
- Mantwillaten Kreis Pogegen: Mantvilaičiai
- Margen Kreis Memel: Margiai
- Marienthal Stadtkreis Memel
- Martinsdorf Kreis Memel: Martinai
- Maßeiten/Maszeiten Kreis Pogegen: Mažaičiai
- Maßellen/Maszellen (Ort und Ziegelei) Kreis Heydekrug: Maželiai
- Maßen/Maszen Kreis Heydekrug: Mažiai
- Maßurmaten/Maszurmaten Kreis Pogegen: Mažrimaičiai
- Matzkicken Kreis Heydekrug: Macikai
- Matzken Kreis Heydekrug: Mockiai
- Matzkieken Kreis Memel: Šakiniai
- Matzmasuhren Kreis Memel: Mozūriškiai
- Matz-Nauda-Baltrum Kreis Memel: Baltrumai
- Matzständen Kreis Memel: Kodjoniai
- Matzstubbern Kreis Pogegen: Strubriai
- Matzwöhlen Kreis Memel: Skrandžiai
- Meddicken Kreis Memel: Medikiai
- Medischkehmen Kreis Pogegen: Mediškiemiai
- Medßokelmoor/Medszokelmoor Kreis Heydekrug: Medžioklės Pelkė
- Meeßeln Kreis Memel: Mėželiai
- Meischlauken Kreis Pogegen: Meišlaukiai
- Meldiglauken Kreis Pogegen: Meldiklaukiai
- Mellneraggen Kreis Memel: Melnragė
- Memel – Klaipėda
- Memel – Nemunas (beide Namen sind gebräuchlich)
- Memelhöhe Kreis Pogegen: Aukštnemunė
- Meschkeragge Kreis Heydekrug: Meškaragis
- Mestellen Kreis Heydekrug: Mesteliai
- Metterqueten Kreis Heydekrug: Metrikviečiai
- Michelsakuten Kreis Heydekrug: Sakūčiai
- Miekieten/Mikieten Kreis Pogegen: Mikytai
- Mikut-Krauleiden Kreis Pogegen: Krauleidžiai
- Milchbude, Adlig Kreis Pogegen: Jovarynė
- Minge (Ort und Fluss) Kreis Heydekrug: Minija, Dorf / Minija
- Minge-Krug Kreis Pogegen
- Minneiken Kreis Heydekrug: Mineikiai
- Mischkogallen Kreis Heydekrug: Miškogaliai
- Mischpettern Kreis Pogegen: Mišpetriai
- Mißeiken Kreis Memel: Mižeikiai
- Mitzken Kreis Memel: Mickai
- Mohlgirren Kreis Pogegen: Molgiriai
- Molenbauhof Stadtkreis Memel
- Moorweide Kreis Heydekrug
- Motzischken Kreis Pogegen: Mociškiai
- Mussaten Kreis Heydekrug: Mūsaičiai

### N
- Nattkischken Kreis Pogegen: Natkiškiai
- Naujeningken Kreis Pogegen: Užtamsiai
- Nausseden/Naußeden (Ort und Forsthaus) Kreis Pogegen: Nausėdai
- Nausseden, Bäuerlich Kreis Pogegen: Nausėdai
- Nausseden, Erbfrei Kreis Pogegen: Bališkiai, jetzt: Stygliškiai
- Nausseden-Jakob Kreis Memel: Birbinčiai
- Nausseden-Köllmisch / Köllmisch-Nausseden Kreis Pogegen: Stigliškiai
- Neppertlauken Kreis Pogegen: Nepertlaukiai
- Nettschunen, Haltepunkt Kreis Pogegen
- Neu-Dekinten Kreis Pogegen: Dėkintėliai
- Neu Dittauen Kreis Memel
- Neufelde Kreis Memel: Pakrnatis
- Neuhof (Ort und Vorwerk) Kreis Memel: Pempininkai
- Neuhof-Kassigkehmen (Forsthaus) Kreis Pogegen
- Neumeilen Kreis Pogegen: Nemeiliai
- Neumühl/Mühlenetablissement Kreis Pogegen
- Neumühl (Forsthaus) Kreis Pogegen: Naumalūnis
- Neu-Rugeln Kreis Heydekrug: Rūguliai, Nauj.
- Neusassen Kreis Heydekrug
- Neusaß-Gritzas Kreis Heydekrug: Naujininkai
- Neusaß-Scheer Kreis Heydekrug: Naujininkėliai
- Neusaß-Sköries Kreis Heydekrug: Skėriai
- Neu Schäcken Kreis Pogegen: Šakeliai
- Neu Stremehnen Kreis Pogegen: Naustremeniai
- Neu Stubbern Kreis Pogegen: Nauštubriai
- Nibbern Kreis Memel: Nibrai
- Nidden (Ort und Forsthaus) Kreis Memel: Nida (beliebter Urlaubsort, beide Namen sind gebräuchlich)
- Nimmersatt Kreis Memel: Nemirseta
- Norkaiten (Forstgutsbezirk) Kreis Heydekrug: Norkaiciai

### O
- Oberhof Kreis Memel – Aukškiemiai
- Ogeln Kreis Heydekrug – Uogaliai
- Okslinden Kreis Heydekrug – Okslindžiai
- Oßkarten/Oszkarten (Forsthaus) Kreis Heydekrug – Ožkarčiai
- Ostischken Kreis Pogegen – Ostiškiai
- Ostradirwen Kreis Pogegen – Ostradirviai

### P
- Paaschken Kreis Memel: Poškai
- Pageldienen Kreis Pogegen: Pageldynai
- Pagrienen Kreis Heydekrug: Pagryniai
- Pagulbinnen Kreis Pogegen: Pagulbiniai
- Packmohren / Pakamoren / Pakomoren Kreis Memel: Pakamoriai
- Pakomonen Kreis Pogegen: Pakomoniai
- Paleiten Kreis Heydekrug: Paleičiai
- Pangessen Kreis Memel: Pagesai/Pongesai
- Pangirren Kreis Memel: Pagiriai
- Paßelischken/Paszelischken Kreis Heydekrug: Pašiliškiai
- Paßießen/Paszieszen: Pašyšiai
- Passon-Reisgen Kreis Pogegen: Reizgiai
- Patrajahnen Kreis Memel: Potrai
- Pauern Kreis Heydekrug: Paurai
- Paugen Kreis Memel: Lydimai
- Paulbeistrauch (Ort und Forsthaus) Kreis Pogegen: Kadagynas
- Paul-Narmund Kreis Memel: Normantai
- Paupeln-Peter Kreis Memel: Paupuliai
- Paweln Kreis Heydekrug: Povilai
- Pellehnen Kreis Pogegen: Peleniai
- Pelleiken-Claus / Pelleiken-Klaus Kreis Memel: Urbikiai
- Pempen Kreis Memel: Pempiai
- Perwallkischken Kreis Pogegen: Pervalkiškiai
- Perwelk (Ort und Forsthaus) Kreis Memel – Pervalka
- Peskojen Kreis Memel: Pėstkojai
- Peteraten Kreis Pogegen: Peteraičiai
- Petraschen Kreis Memel: Klipštai
- Petrellen Kreis Heydekrug: Petreliai
- Pianne Kreis Heydekrug: Piauniai
- Piaulen Kreis Memel: Piauliai
- Piktaßen/Picktaßen Kreis Memel: Piktožiai
- Piktaten Kreis Heydekrug: Piktaičiai
- Piktupönen Kreis Pogegen: Piktupėnai
- Pillwarren Kreis Pogegen: Pilvariai
- Pippirn Kreis Memel: Pipirai
- Plantagen/Försterei Kreis Memel: Giruliai
- Plaschken Kreis Pogegen: Plaškiai
- Plauschwarren Kreis Pogegen: Plaušvariai
- Pleikischken Kreis Pogegen: Pleikiškiai
- Pleine Kreis Pogegen: Naujapeiviai
- Pleschkutten Kreis Memel: Pleškučiai
- Plicken Kreis Memel: Plikiai
- Podßeit-Stankus Kreis Memel: Stimbrai
- Pößeiten Kreis Memel: Pėžaičiai
- Pogegen (Stadt und Kreis): Pagėgiai/Pagėgiai
- Pokallna Kreis Heydekrug: Pakalnė
- Polompen Kreis Pogegen: Palumpiai
- Posingen Kreis Memel: Pozingiai
- Powilken (Ort und Forsthaus) Kreis Pogegen: Pavilkiai
- Prätzmen Kreis Heydekrug: Precmai
- Preil Kreis Memel: Preila
- Preil, Dünenaufsehergehöft Kreis Memel
- Prökuls (Ort und Bahnhof) Kreis Memel: Priekulė
- Protnischken Kreis Memel: Protnešiai
- Prussellen Kreis Pogegen: Prūseliai
- Purmallen Kreis Memel: Purmaliai
- Purwin Kreis Memel: Purvinė

### R
- Raddeilen Kreis Memel: Radeliai
- Raggeningken Kreis Heydekrug: Ragininkai
- Raischen-Jettkandt Kreis Memel: Raišai
- Ramutten Kreis Heydekrug: Ramučiai
- Ramutten-Jahn Kreis Memel: Melaišiai
- Rettungsanstalt Stadtkreis Memel
- Ridßen/Ridszen Kreis Heydekrug: Ridžiai
- Riedelsberg Kreis Pogegen
- Robkojen Kreis Pogegen: Ropkojen
- Röbsden Kreis Heydekrug: Rėbždai
- Rogaischen Kreis Heydekrug: Ragaišiai
- Rooken Kreis Memel: Rokai
- Rothof Kreis Pogegen: Raudondvaris
- Ruboken Kreis Heydekrug: Rubokai
- Rucken Kreis Pogegen: Rukai
- Rudienen Kreis Heydekrug: Rudynai
- Rumpischken Stadtkreis Memel: Rumpiške
- Rumschen Kreis Heydekrug: Rumšai
- Rund-Görge Kreis Memel: Bendikai
- Rundischken Kreis Memel: Rundiške
- Rupkalwen Kreis Heydekrug: Rupkalviai
- Ruß Kreis Heydekrug: Rusnė
- Rußlen/Russlen Kreis Memel: Rusliai

### S
- Saugen Kreis Heydekrug: Saugos
- Sausgallen Kreis Heydekrug: Sausgalviai
- Schäcken Kreis Pogegen: Šakiai
- Schäferei (Ort und Forsthaus) Kreis Memel: Lūžija
- Schäferei-Nausseden / Naußeden-Schäferei Kreis Pogegen: Pagirys
- Schakeningken Kreis Pogegen: Šakiai
- Schakunellen Kreis Heydekrug: Šakūnėliai
- Schattern Kreis Memel: Šatriai
- Schauditten Kreis Pogegen: Šiaudvieciai
- Schaulen Kreis Memel: Lankiškiai
- Scheeren Kreis Heydekrug
- Scheipen-Thomas Kreis Memel: Šaipai
- Scheppothen Kreis Memel: Šepotai
- Schernen (Forsthaus) Kreis Memel: Šernai
- Schießkrandt / Szieszkrandt / Schießwiesen / Szieszwiesen Kreis Heydekrug: Šyškrantė
- Schilleningken/Schilleninken Kreis Memel: Šilininkai (Juknaičiai)
- Schillgallen Kreis Memel: Šilgaliai
- Schillgallen (Adlig- und Forsthaus) Kreis Pogegen: Šilgaliai
- Schillgallen (bei Rucken) Kreis Pogegen: Šilgaliai
- Schillinnen Kreis Pogegen
- Schillmeyßen/Schillmeyszen Kreis Heydekrug: Šilmeižiai
- Schillwen Kreis Heydekrug: Šilviai
- Schlappschill Kreis Memel: Šlapšilė
- Schlaßen/Schlaszen Kreis Heydekrug: Šlažai
- Schlaunen Kreis Pogegen: Šlaunai
- Schlengen-Andres Kreis Memel: Šlengiai
- Schleppen Kreis Pogegen: Šlepai
- Schmalleningken (Landgemeinde und Forstgutsbezirk/Oberförsterei) Kreis Pogegen: Smalininkai
- Schmalleningken-Endrußen / Schmalleningken-Endruschen Kreis Pogegen: Endrušiai
- Schmalleningken-Wittkehmen Kreis Pogegen: Viedkiemis
- Schmelz Stadtkreis Memel: Smeltė
- Schmilgienen Kreis Memel: Smilgynai
- Schnaugsten Kreis Memel: Šnaugštai
- Schönbruch (Forsthaus) Kreis Pogegen: Balinė
- Schompetern Kreis Memel: Šumpetriai
- Schreitlaugken Kreis Pogegen: Šereitlaukis
- Schudebarsden Kreis Memel: Kėkštai
- Schudienen Kreis Pogegen: Sūdinai
- Schudnaggen Kreis Memel: Lūžgaliai
- Schugsta-Stenzel Kreis Memel: Bobiai
- Schunellen Kreis Pogegen: Šuneliai
- Schußeiken-Jahn Kreis Memel: Lužai
- Schustern (Ort und Forsthaus) Kreis Pogegen: Pagenaičiai
- Schwarzort (Ort und Forsthaus) Kreis Memel: Juodkrantė
- Schwentwokarren Kreis Memel: Šventvakariai
- Schwenzeln Kreis Memel: Svencelė
- Schwenzelner Moor Kreis Memel: Svencelės Pelkė
- Schweppeln Kreis Memel: Švepliai
- Seebad-Försterei / Försterei / Plantage Kreis Memel: Giruliai/Maudykla
- Singelwerder Kreis Heydekrug
- Skerswethen Kreis Pogegen: Skerviečiai
- Skirwietell Kreis Heydekrug: Skirvytėlė
- Skirwietellkrandt Kreis Heydekrug: Skirvitėlės Krankta
- Skirwieth II Kreis Heydekrug: Skirvytė
- Skrodeln Kreis Pogegen: Skrodliai
- Skrusdin Kreis Memel: Skruzdynė
- Smalodarßen/Smalodarszen (Forsthaus) Kreis Pogegen: Smaladaržis
- Sodehnen Kreis Pogegen: Sodėnai
- Sokaiten Kreis Pogegen: Sokaičiai
- Spengen Kreis Memel: Spengiai
- Spingen Kreis Pogegen: Spingiai
- Standschen Kreis Memel: Stanšiai
- Stankeiten Kreis Memel: Stankaičiai
- Stankischken Kreis Heydekrug: Stankiškiai
- Starrischken (Ort und Forsthaus) Kreis Memel: Stariške
- Sterpeiken Kreis Pogegen
- Stoneiten Kreis Memel: Stnaičiai
- Stonischken Kreis Pogegen: Stoniškiai
- Stragna (Ort und Gut) Kreis Memel: Stragnai
- Strandville/Strandvilla Stadtkreis Memel: Krantinė
- Strasden Kreis Pogegen: Strazdai
- Stryk Kreis Memel: Strykis
- Stumbragirren Kreis Pogegen
- Stumbragirren, Bäuerlich Kreis Pogegen: Stumbragiriai
- Stumbragirren, Erbfrei Kreis Pogegen: Stumbragiriai
- Stumbragirren, Schatulldorf Kreis Pogegen: Bruožiai
- Sturmen Kreis Heydekrug: Šturmai
- Stutten Kreis Memel: Stučiai
- Sudmanten-Trusch Kreis Memel: Ssudmantai
- Süderspitze Kreis Memel: Kopgalis
- Suitkaten Kreis Pogegen: Surkaičiai
- Suwehnen Kreis Heydekrug: Suvernai
- Swareitkehmen (Ort und Forsthaus) Kreis Pogegen: Svaraitkiemiai
- Swarren Kreis Heydekrug: Svarai
- Szabern-Wittko Kreis Memel: Žiobriai
- Szagaten Kreis Heydekrug: Žagatai
- Szagatpurwen Kreis Heydekrug: Žagatpurviai
- Szaggern Kreis Memel: Žagarai
- Szagmanten Kreis Pogegen
- Szameikehmen Kreis Heydekrug: Žemaitkiemis
- Szameitkehmen Kreis Tilsit/Kreis Pogegen: Žemaitkiemis
- Szarde Kreis Memel: Žardė
- Szardehlen (Forsthaus) Kreis Pogegen: Žardeliai
- Szaukeln Kreis Heydekrug: Šaukliai
- Szauken Kreis Heydekrug: Žiaukai
- Szibben Kreis Heydekrug
- Szienen Kreis Heydekrug: Žyniai
- Szieß/Sziesze Kreis Heydekrug: Šyša
- Szießgirren/Schießgirren Kreis Heydekrug: Šyšgiriai
- Szillutten Kreis Pogegen: Žilučiai
- Sziluppen Kreis Memel: Šilupis
- Szimken Kreis Memel: Šimkai
- Szodeiken-Jonell Kreis Memel: Seigiai
- Szugken Kreis Pogegen: Žūkai
- Szydellen Kreis Memel: Žydeliai

### T
- Tarwieden (Ort und Vorwerk) Kreis Heydekrug: Tarvydai
- Tattamischkien Kreis Heydekrug: Tatamiškiai
- Tauten Kreis Heydekrug: Tautiškai
- Tautischken Kreis Heydekrug: Tautuškiai
- Tennetal Kreis Heydekrug
- Terrauben Kreis Memel: Traubai
- Thaleiken-Jakob Kreis Memel: Tolaikiai
- Thalen Kreis Memel: Toliai
- Thomuscheiten Kreis Pogegen: Grygaliai
- Thumellen Kreis Heydekrug: Tūmeliai
- Timstern Kreis Pogegen: Timsriai
- Trakeningken Kreis Pogegen: Trakeninkai
- Trakseden Kreis Heydekrug: Traksėdžiai
- Truschellen Kreis Memel: Trušeliai
- Truschen Kreis Memel: Trušiai
- Tulkeragge Kreis Heydekrug: Tulkaragas
- Tutteln Kreis Pogegen: Tutliai
- Tyrus-Moor (Forsthaus) Kreis Memel: Tyru Pelkė

### U
- Übermemel Kreis Pogegen / Stadt Tilsit – Panemunė
- Uigschen Kreis Pogegen – Uigšiai
- Ullosen Kreis Pogegen – Ulozai
- Ußaneiten / Uszaneiten Kreis Memel – Anaičiai
- Ußballen / Uszballen Kreis Pogegen – Užbaliai
- Ußkamonen / Uszkamonen Kreis Pogegen – Užkamonė
- Ußkullmen / Uszkullmen Kreis Pogegen – Vielaičiai
- Ußlöknen / Uszlöknen Kreis Heydekrug – Užlėkniai
- Ußpelken / Uszpelken Kreis Pogegen – Užpelkiai
- Ußpirden / Uszpirden Kreis Pogegen – Užpirdžiai
- Ußtilten / Usztilten Kreis Pogegen – Užtilčiai

### W
- Waaschken Kreis Memel: Vaškiai
- Wabbeln Kreis Heydekrug: Vabalai
- Wahlenthal Kreis Pogegen: Pempinė
- Waldberg Kreis Pogegen
- Wallehnen Kreis Memel: Valėnai
- Wannaggen Kreis Memel: Vanagai
- Warrischken Kreis Pogegen: Variškai
- Warruß Kreis Heydekrug: Vorusnė
- Wartulischken Kreis Pogegen: Vartuliškiai
- Wensken Kreis Memel: Venskai
- Weppern Kreis Heydekrug
- Werden Kreis Heydekrug: Verdainė
- Wersmeningken Kreis Pogegen: Versmininkai
- Werßenhof/Werszenhof Kreis Pogegen: Veržininkai
- Wessat-Hermann / Weßat-Hermann Kreis Memel: Blušiai
- Weßeningken/Weszeningken Kreis Pogegen: Vėžininkai
- Wewerischken Kreis Memel: Vėveriškian
- Wiesenheide Kreis Heydekrug
- Wießen/Wieszen Kreis Heydekrug: Vyžiai
- Wietullen Kreis Heydekrug: Vytuliai
- Wilkieten Kreis Memel: Vilkyčiai
- Wilkomeden Kreis Heydekrug: Vilmedžiai
- Willeiken Kreis Heydekrug: Vileikai
- Willkischken Kreis Pogegen: Vilkyškiai
- Windenburg Kreis Heydekrug: Ventė
- Winge / Winge II Kreis Pogegen: Vingis
- Wirkieten Kreis Heydekrug: Virkitai
- Wirkutten Kreis Memel: Virkučiai
- Wischwill (Ort und Forstgutsbezirk) Kreis Pogegen: Viešvilė
- Wittauten Kreis Memel: Vytautai
- Wittgirren Kreis Pogegen: Vidgiriai
- Wittinnen Kreis Memel: Vitinai
- Wittschen Kreis Pogegen: Vyčiai
- Woidballen Kreis Pogegen: Vaidbalis
- Woitkaten Kreis Heydekrug: Vaitkaičiai
- Woitkus-Szardwethen Kreis Pogegen: Žardviečiai
- Wolfsgrund (Forsthaus) Kreis Pogegen: Vilkdaubis
- Wolfspaß (Forsthaus) Kreis Pogegen: Vilktakis
- Wowerischken Kreis Memel: Voveriškiai
- Woydußen Kreis Memel: Skudai

### Z
- Zarten Kreis Memel – Cartai
- Zeckeragge Kreis Heydekrug – Čekiaragis
- Zenkuhne Kreis Memel – Cenkūnė
- Ziauken Kreis Memel – Žiaukai
- Ziegelei (Vorwerk) Kreis Memel
- Ziobrischken Kreis Memel – Žiobriške

## Ortsnamensliste im Gebiet von Großlitauen

### A
- Abaliai: Obolen
- Abelina: Abbelin
- Abelnikas: Abbeling
- Adomonys: Adamowitz
- Adomyné: Adomein
- Agluona: Wiglohn
- Agluonenai: Aglonen am Aglon
- Aisenai: Eischenen
- Akelė: Ackel
- Akmené: Akmenen
- Alanta: Ollunten
- Aleksandrija: Truckin
- Aleksotas: Ellixeten
- Alešiškés: Stagelisken
- Alijoškés: Arischken
- Alionys: Allenis
- Ališkiai: Allischken
- Alizava: Pockappe
- Alkiškiai: Elkischken
- Alksniakiemis: Würstekeym
- Alové: Hollau
- Alsėdžiai: Alschaden
- Alsvitai: Alswittenen
- Alunta: Alunten
- Alvitas: Holwite
- Alytus: Alitten
- Ančiškis: Anzischk
- Andrionišk: Endranisch
- Andriukenai: Andruskendorf
- Andriunai: Andreashof
- Anginikai: Anginiken
- Angiriai: Königsburg
- Anikščiai: Anixen
- Antakalnis: Kalewitten
- Antalieptė: Antolepten
- Antalksné: Antistirnen
- Antariškiai: Entartischke
- Antašava: Popwese
- Antazave: Antusau
- Antininkai: Nyntegeten
- Antnemunis: Antnemme
- Antubiškiai: Nigot
- Antupyčiai: Oppiten
- Anužai: Annuschen
- Anykščiai: Annikscht
- Apuolé: Oppul
- Apytalaukis: Johannsburg
- Ariogala: Hoyragel
- Aristava: Arwisten
- Asminta: Aßmint
- Aštrioji Kirsna: Osterkirsne
- Atažvalgos: Attasevalgo
- Augménai: Minen
- Aukštadvaras: Augstdwar
- Aukštadvaris: Rahden
- Aukštoji Panemune: Oberponemon
- Aukštuoles: Ochstolite
- Aurenai: Siderndorf
- Avikilai: Weikensoppe
- Ažuolų Būda: Beude
- Ažuolyté: Eglaiten
- Ažventis: Oschwintz

### B
- Babenai: Vibian
- Babtai: Babtendorf
- Backininkeliai: Batschkinnicke
- Bagaslaviškis: Gelben
- Baisogala: Gallehnen
- Bajorai (Kreis Ignalina): Girdmundschaten
- Bajorai: Bialgen
- Bajoraičiai: Beiergallen
- Balandžiai (Skronaitė): Scroneiten
- Balbieriškis: Hannusburg
- Baleliai: Wornen
- Bališkés: Walkenau
- Balninkai: Bollnikerhof
- Balninkai: Balnicken (Kreis Ukmergé)
- Baltiškis: Baltischken
- Baltmiškis: Baltenischken
- Baltoji Vokė: Weisswacke
- Baltrušaičiai: Sassau
- Baltušova: Baltuschauerhof
- Bandeliškis: Nalischken
- Bandzinai: Bonse
- Baranas: Barran
- Barčiai: Düßendorf am Düßensee
- Bariūnai: Achberg
- Barklainiai: Barklenen
- Barova: Barau
- Baršėnai: Barschen
- Barstyčiai: Jegminsburg
- Barsukyné (b. Sasnava): Wildniss Sassen
- Barzdai: Bredsen
- Barzdžiunai: Rümfeld
- Batakiai: Pottangen
- Bazilionai: Basilianer
- Bebirvai: Bibirwen
- Bebirvaitė: Bibberwaten
- Bendzingai: Bentzing
- Berčiūnai: Barkun
- Beržai: Bresintz
- Beržé: Persen
- Berželé: Bersel
- Berzgainiai: Berisgen
- Beržininkai: Bersingau
- Betigala: Pettigal
- Bičiužiai: Tönnelen
- Biekšés: Wisten
- Bijotai: Yweide
- Bijunai: Bialgendorf
- Bijutiškis: Silnicken
- Bikavenai: Bicklau
- Birietiškiai: Brisgay
- Birštonas: Birschtannen
- Biržai: Birsen
- Biržai: Birschen
- Bisenė: Bisen
- Bradesiai: Bradeberg
- Braskaučizna: Broskowitz
- Brežvalkis: Brischwalk
- Brogiškés: Bräkischken
- Broma: Wildniss Dirsunen
- Brožiai: Brassau
- Bubeliai: Nabenhof
- Bubenai: Welben
- Budai: Pedius
- Budkaičiai: Busiken
- Budvietis: Budowitz
- Būdvydžiai: Josefow
- Bugeniai: Burghain
- Buikišké: Zise
- Bukonys: Bukantz
- Bulavenai: Bulawen
- Burbiškés: Burbischken
- Burgaičiai: Burgsdorf
- Burkénai: Neuenburg
- Burkilai: Burgl
- Burveliai: Burwen
- Butinge: Budendingshof
- Butkišké: Pisten
- Butkunai: Butzkun
- Butrimonys: Butramentz
- Buyvidžiai: Powunden

### C
- Ceikiniai: Zeickyn
- Čekišké: Tschekamp
- Čepurniškés: Zapornendorf
- Čiobiškis: Wille
- Čiuronys: Zurunisk
- Čižiškés: Tschisistewitz

### D
- Dabikiné: Dobbekyn
- Dangvetai: Dangenfeld
- Dainava: Deinau
- Darbenai: Dorben
- Dargiai: Dorge
- Dargužiai: Darguse
- Darsuniškis: Dirsunenhusen
- Datuniškis: Tandenischken
- Daugai: Daugen
- Daugėliškis: Dolgalissken
- Dauglaukis: Bekerischken
- Daukniuniai: Daugenzeem
- Daukšiai: Wynterburg
- Daulinčiai: Dauelintz
- Daunoriai: Stripeike
- Debeikiai: Dobaiken
- Dedeliškiai: Ditthardsdorf
- Degučiai: Daggetschen
- Deltuva: Deweltau
- Didieji Ibėnai: Kebendorf
- Didkiemis: Sisditen
- Didvyžiaì: Geistarch
- Didžioji Palanga: Waltershof
- Didžiosios Salo: Sele
- Dieveniškės: Dewinischek
- Dimgailiai: Dilmgel
- Dirmeičiai: Demeit
- Diržiai: Darudendorf
- Disna: Disnegg
- Dobiliai: Wildniss Dobelie
- Domeikava: Dominikein
- Dotnuva: Dotnau
- Dovainonys: Neiwot
- Dovydiškiai: Daudisken
- Drabužininkai: Drabosen
- Draginiai: Drawicken
- Dragoniai: Draggun
- Drasučiai: Dressen
- Draudenai: Drawethen
- Druskininkai: Druscheninken
- Dubičiai: Dubitz
- Dubingiai: Dubingen
- Dubysenburgas: Thobis
- Dudiškes: Dewedisken
- Dūkštas: Dukschten
- Dukštos: Souguttendorf
- Dumble: Dombel
- Duobiškiai: Dobbischek
- Duobiškiai: Zessart
- Dūseikiai: Dussick
- Dusetos: Dustädt
- Dvariškiai: Wellenstein
- Dvykliai: Dwiekle
- Džiugoniai: Zydeikhof
- Dviniškés: Drageminsken

### E
- Egeliškés: Losken
- Eigirdai: Eginthen
- Eigiunai: Hegene
- Eiguliai: Eigel
- Eikščiai: Lesten
- Eišiškės: Eiksiskendorf
- Elektrėnai: Grossteich
- Elenarava: Bissen
- Endriejavas: Voigtsburg
- Ėriškiai: Schwirbeln
- Eržvilkas: Erschwilken
- Ežaičiai: Osseten
- Ežereliai: Assern
- Ežerėlis: Kalanken

### G
- Gadūnavas: Deginne
- Gaideliai: Geidegallen
- Gailiūnai (b. Vilnius): Galland
- Gailiūnai: Galanten a. d. Memel
- Gailiūnai: Kalanten
- Gaisai: Geisau
- Gaiženiai: Galsunen
- Gaižiūnai: Gessau
- Gaižupiai: Wildburg
- Galintenai: Littigallen
- Galmenai: Jüwersfeld
- Galvičiai: Gewillen
- Gapžiunai: Degirdendorf
- Gardamas: Garden
- Gargždai: Großdorf
- Garliava: Goddlau
- Gaštynai: Gunstein
- Gaubeliai: Gauwele
- Gauré: Gauren
- Gavėniai: Gawen
- Gedgaudai: Gedegauden
- Gedminaičiai: Gediminsburg
- Gedminiškés: Jedeminsberg
- Gedvainiai: Haus Geddau
- Gegédžiai: Gegusen
- Gegrenai: Schrodel
- Gegužiné (a. d. Istras-Bach): Yostre
- Geištauti: Kinstutendorf
- Geišteriškiai: Gastauten
- Geležiai: Gallanden
- Gelgaudiškis: Gelgudischken
- Geluva: Gallen
- Gelvonai: Gelwenen
- Geniai (Putinikiai): Putenicken
- Gervėčiai: Gerwatsch
- Gerviškés (am Šalčia-Bach): Schalwen
- Giedraičiai: Sandersfurt an der Nerryne
- Giedriai: Gedere
- Gilutos: Geloten
- Gineitai: Gnieten
- Gineitiškés: Genehuttisken
- Giniočiai: Ginetowitz
- Girelé: Girdile
- Giriškiai: Girstaudendorf
- Girkai: Gerke
- Girkalnis: Girtagollen
- Girminkai: Pilve
- Girsiai: Kirsburg
- Girvalakiai: Witenshof
- Gistenai: Steneneen
- Glintiškis: Glintzischk
- GobišGotesverderis: Gotteswerder
- Gotlibiškiai: Gottliebswerder an der Zessart
- Grabijolai: Warlau
- Grabučiškés: Leyentracken
- Grabupiai: Gräbupen
- Grauženai: Bistenau
- Graužiai: Gross-Graudenwalde
- Gražiškiai: Crasima
- Greičiuniai: Gribschen
- Grigaliunai: Grugelndorf
- Grikenai: Grücken
- Grinkiškis: Scharwe
- Griškabūdis: Grischkaboden
- Gruslaukis: Grosswilken
- Gruzdžiai: Grudsen
- Gruželes: Gruschel
- Gubiškiai: Gabissen
- Gudai: Gothen
- Gudaliai: Aentwerder
- Gudeliai: Gudellen
- Gudziunai: Michelmond
- Gumiltenai: Hummeltin
- Guobai (a.d. Vabalkšné-Bach): Pobaxten
- Gutkaimis: Wisseseiden
- Gyviai: Giwen

### I
- Igliškėliai: Postelin
- Ignalina: Ingelin
- Ilgai: Ylges
- Ilgininkai: Ilig
- Ilgižiai III (Trys): Ylgasil
- Ilguva: Ponick
- Imbaré: Immberg
- Imbradas: Himbrad
- Inturké: Rudese im Unturke
- Ipaalsys: Mederaben
- Išlaužas: Isslene
- Ivoniškiai: Iwanischek
- Iždagiai: Instertiken
- Ižoriai: Risen

### J
- Jagélonys: Jagelnhof
- Jakutiškiai: Jakutschak
- Janapolė: Wirschwenen
- Jancava: Johannishof
- Jankunai: Jankuhn
- Janonys (am Visiučia-Bach): Wissegirdendorf
- Januliškés: Iwanendorf
- Janušava: Eibenland
- Jašiūnai: Jeschewitz
- Jaunodava: Jonaudau
- Jiestrakis: Insterkisken
- Jieznas: Jessen
- Jočai: Günnau
- Jogaudai: Jogawden
- Jogelonys: Jagalsdorf
- Jogniškiai: Junigeda
- Jokavai: Pastau
- Jokėnai: Jockan
- Jokniai: Jocun
- Jokubavas: Jakobsdorf
- Jonaičiai: Jawnuten
- Jonava: Janau
- Jonikai: Eywan
- Joniškelis: Johanischkehl
- Joniškis: Janschken
- Josvainiai: Josweide
- Jučai: Algeminseite
- Judrėnai: Judrannen
- Jugintai: Crymol
- Jungenai: Jungberg
- Juodeikiai: Juddecken
- Juodėjai: Idioffau
- Juodikoniai: Stengen
- Juodiškiai: Juddischk
- Juodkaimiai: Raminen
- Juodoji Voke: Schwarzwacke
- Juodoniai: Juddantz
- Juodonys: Tansottendorf
- Juodsiliai: Schlabunendorf
- Juodupė: Judoppe
- Juodupėnai: Neuwalde
- Juodupio Matuizos: Jodupmoltisch
- Jurbarkai: Probstwalde
- Jurbarkas: Georgenburg
- Jurgaičiai (Kuliai): Jurgaiten
- Jurgelionys: Jörgelswerder
- Jurgeniškiai: Jurgenswerder
- Jurgežeriai: Jurgenstein
- Jurgionys: Jorgendorf
- Jurkonys: Jorgendorf
- Jusiai: Güse
- Jutonys: Heidojäten
- Jūžintai: Jozinten

### K
- Kabeliai: Gabiel
- Kačerginė: Waydensburg
- Kadagynai: Kaddigenen
- Kaimelis: Kymmel
- Kairenai: Kirenen
- Kaišiadorys: Koschedaren
- Kalseninkisi (Tureika-Fluss): Thurisken
- Kalnaberžé: Kallenberschen
- Kalnalis: Kalnellen
- Kalnėnai: Kaleinen
- Kalniškiai: Kalisken
- Kaltanėnai: Koltenen b. Medewage
- Kalvarija: Kalvarien
- Kalveliai (Kalvgaliai): Kelvegallen
- Kalveliai 2: Kollau
- Kalviai: Calua
- Kamajai: Komay
- Kamenišké: Cameniswick
- Kampai: Kämpe
- Kampiniai: Kempesappe
- Kamuntiškes: Chanuntischek
- Kaniava: Cannewen
- Kanstantinava: Nergen
- Kantaučiai: Kontovey
- Kanteriškiai: Kanterische
- Kapčiamiestis: Methenburg
- Kapénai: Kaupene
- Kapstatai: Kapstonnen
- Kapsukas, Mariampolé: Marienburg
- Kariotiškės: Kretkunendorf
- Karkažiškė: Gorkoßin
- Karklé: Karckelbeck
- Karklėnai: Karckellen
- Kartena: Karten
- Karunava: Karianau
- Karvys: Garweiken, Gaveike
- Kašeliškiai: Kaschellitz
- Katinai: Sukeinen
- Katkai: Opitelaken
- Kaunas: Kauen
- Kaupiškai: Kaupischken
- Kaustekiai: Causteke
- Kavalčiukai: Kuwalke
- Kavarskas: Kawarsk
- Kazimieravas: Skamirs
- Kazliškiai: Casilitzske
- Kazlų Rūda: Koselrode
- Kedainiai: Geiden
- Kekstyné: Hönstein
- Kelme: Kelmen
- Kena: Knien
- Kernavė: Kernau
- Kernaviškiai: Kleinkernau
- Kesčiai: Kanerswig
- Kiaukliai: Kauckel
- Kiauleikiai: Kauleken
- Kiduliai: Kidulen
- Kiemeliai: Kymenau
- Kirdeikiai: Kaleinen
- Kiršiškiai: Kirsau
- Kiualeikiai: Kauleiken
- Kivaičiai: Questen
- Klangiai: Friedberg
- Klausučiai: Innisburg
- Kleboniškis: Pleger
- Klibiai: Klibbe
- Klykoliai: Klikollen
- Knečiai: Trakehn
- Knituva (†): Knetau
- Kolainiai: Kolein
- Kolautuva: Ritterswerder
- Konstantinava: Woschkey
- Kozelkiškés: Strewenmühle
- Krakes: Krock
- Kražiai: Kraschien
- Kreiviai: Pograuda
- Krekenava: Kriekenau an der Nowitz
- Kretinga: Krottingen
- Kretonys: Jenkreten
- Kriaučenai: Kretzkunendorf
- Kriaunos: Krewen
- Krikliai: Krilon
- Krinčinas: Krintschin
- Kriūkai: Kricken
- Krivonys: Krione
- Krivuliai: Krawuhl
- Krokialaukis: Krackepil
- Krušinskai: Cruse
- Krušoniai: Kruschin
- Kubiliai: Welunenfeld
- Kudaičiai: Kuttenfelde
- Kudirkos Naumiestis: Neustadt-Scherwindt
- Kugiai: Kuttwi
- Kulautuva: Bastau
- Kuliai: Kohlsdorf
- Kunigiškiai: Königswerder
- Kunioniai: Kunickons
- Kupiškis: Kupischken
- Kupreliškis: Krumpstegalle
- Kurganai: Kassahof
- Kurkliai: Kirkillen
- Kurmagala: Kurmegal
- Kurpai: Kurpe
- Kuršenai: Kurschenen
- Kurtuvėnai: Curtwendin
- Kurva: Colwa
- Kušleikiai: Koschleikendorf
- Kuturiai: Vorburg
- Kvėdarna: Quedarn
- Kvetijai: Quettines
- Kvetkai: Memelhof
- Kvietiškis: Quetischek
- Kybartai: Kiebarten
- Kybeikiai (zuvor bzw. in anderer Schreibweise: Kibeikiai): Kybeiken und Kühbeucken[3]

### L
- Labanoras: Labenaren
- Labatmiemis: Labundmeden
- Labunava: Labunau
- Laibiškiai: Sirputtendorf
- Laiviai: Loy
- Laižuva: Leischau
- Lakštingalos: Metowen
- Landvaris: Landwarhof
- Latviai: Ober-Tracken
- Lauckaimis: Walkusen
- Laukininkeliai: Lugenincke
- Laukinonkelai: Lüggelen
- Laukiškés: Laukisken
- Laukstenai: Lukstasee
- Laukuva: Lokau
- Lauménai: Loumenen
- Laumikonys: Launkantz
- Lažai: Lazornet
- Lazdijai: Lasden
- Leckava: Lutzhof
- Leipalingis: Leipunen
- Leipgiriai: Leibgirren
- Leitgiriai: Leitgirren
- Lekėčiai: Zitzey
- Lelikonys: Lellekantz
- Lelionys: Iliondorf
- Leliūnai: Lelliunen
- Lénas: Landukten
- Lenkeliai: Polnischhof
- Lenkimai: Lansem
- Lenkvičiaai: Antä (Ančia-Fl.)
- Lentvaris: Landwerau
- Leonišké: Scharkaberg
- Leonpolis: Windeikenschate
- Liakiške (a. d. Graumena-Bach): Graumanappen
- Liaudiškiai: Lauden
- Libartai: Libberga
- Ličiūnai: Litschun
- Liepalotai: Leppolat
- Lieplauké: Dablawken
- Liepona (Fluss): Leipe
- Lieponys: Lipunen
- Ligialaukis: Leyentracken
- Likėnai: Luxyn
- Linges: Linnewerder
- Linkénai: Langeningken
- Linkmenys: Lengemen
- Linksmadvaris: Wesselau
- Linkuva: Linkau
- Liolai: Lolien
- Liškiava: Lischkau
- Liubavas: Löwenen
- Liudvikiškiai: Ludwigstein
- Liudvinavas: Ludwinowen
- Liukoneliai: Lüggelen
- Liuliškiai: Schwirdikeinendorf
- Lokune: Lokenen
- Lomatai: Lomiantzen
- Luciškiai: Lautzen
- Lukné: Lucken
- Lukšiai: Lukseen
- Luoke: Lukniken
- Lušé: Lutzhof
- Lyberiškis: Lybenstein
- Lydekininkai: Lixdunen
- Lyduvėnai: Lydowan
- Lygumai: Lyggum
- Lynežeris: Linse

### M
- Mačionys: Mantzonz
- Macuičiai: Matzaiten
- Madeišiai: Modotesch
- Maišiagala: Masgallen
- Makniunai: Menkebach
- Maldeniai: Malden
- Mamainiai: Minanen
- Mangiai: Mosgen
- Mantušiai: Eymuntendorf
- Mantviliškis: Montwillau
- Margava: Margbuurg
- Margiai: Marger
- Mariampolé, Kapsukas: Marienburg
- Marienburgas: Marienburg
- Marienverderis: Marienwerder
- Mariniškiai: Marienberg
- Markunai: Markeniken
- Marvilé: Schönwille
- Mastaičiai: Manstein
- Mataičiai: Matzaiten
- Mataučizna: Mattewike
- Matlaukis: Mathlauken
- Matuizos: Moltisch
- Mažeikiai: Moscheiken (älter auch: Frauenburg)
- Mazeliai: Mosseiken
- Mažieji Lieponys: Leponen
- Mažintai: Germedienfeld
- Medingenai: Neu-Osterode
- Mediniai-Stravininkai: Strawenwerder
- Medininkai: Mednick
- Medsiedžiai: Melletau
- Medvegalis (b. Kaltinenai): Medewage
- Megénai: Megenen
- Meironiškiai: Neryenkele
- Meižiai (b. Tauragé): Lamotina
- Mekiai: Meckmel
- Meldikviršiai: Wilhelmsdorf
- Merkeliai: Merkel
- Merkinė: Merken
- Merkiné 2: Meriken
- Merkio Vilkiškės: Wilkus
- Meškuičiai: Meschkutz
- Midgaudžiai: Medegas
- Mielagėnai: Meligan
- Miežiškiai: Mischischken
- Miežoniai (b. Asvejo ež.): Oswia
- Migonys: Minnegeils
- Mikalauka: Nickelswerder
- Mikalavas: Nikolaus
- Mikališkis: Michaelischek
- Milašačiai: Meiliskenfeld
- Miligedžiai: Miligede
- Milžavenai: Milsau
- Minaičiai: Minenen
- Mindunai: Mindonen
- Minkeliai: Mynegeliadorf
- Miroslavas: Miroslau
- Misiučiai: Hannulendorf
- Miškai: Hundwarth
- Miskiniai: Lieschkeinen
- Mišučiai: Bareykinfelde
- Mitava: Mitau in Litauen
- Mižeiniai: Starwa (b. Stervas-See)
- Mižonys: Mischenhalle
- Mižonys (b. Sejniai): Misendorf
- Mižukiai: Nereathe
- Mociškiai: Schaulerberg
- Molainiai: Malau
- Molėtai: Mulau
- Moluvénai: Malowen
- Morkunai: Salbesau,
- Mosėdis: Maischaden
- Muniškiai: Manenburg
- Murališkiai: Moralischk
- Muro-Strevinkai: Strawe
- Musninkai: Eituttendorf

### N
- Nagiai: Nagot
- Naides: Caleynauder
- Nakonys: Nagantz
- Nariunai: Nerene
- Naudžiai: Nugspirt
- Naujadvarsi: Schalwen
- Naujalaukis: Neuburg
- Naujamiestis: Neustadt
- Naujarodžiai: Neuraden
- Naujasis Lentvaris: Neulandwarhof
- Naujatrobiai: Tropen
- Naujieji Lažai: Sachsenwerder
- Naujienelé: Schweinenwerder
- Naujoji Kirsna: Neukirse
- Naujoji Vilnia: Neuwilna
- Naujokai: Noge
- Naukaimis: Nawekaym
- Naumiestis, Žemaičiu: Neustadt
- Nausedai: Neuhaus
- Nedingé: Neddingen
- Negibenai: Nukrage
- Negirva: Arwenstein
- Nemakščiai: Niemexen
- Nemanjūnai: Schwirxten
- Nemenciné: Deutschendorf
- Nemeza: Nimessin
- Nemežis: Krestkunendorf
- Nemunaitis: Namenniken
- Nemunelio Radviliškis: Radwillischken
- Neprekšta: Niprotste
- Neravai: Neriwe
- Neravai: Neryen
- Neravai: Irmenau
- Nevadole: Nawenwald
- Nevežininkai: Newesinken
- Nevežys (Fl.): Nawesen
- Niaudruva: Nederau
- Ničiunai: Nitzen
- Nocegalos: Schweinicken
- Noreikiškés: Inselburg
- Noriai: Nerien
- Normančiai: Narmann
- Novaraistis: Neiwot
- Nuominkai: Numininke
- Nuotekai: Nodake

### O
- Obeliai: Oberle am Kriewen
- Obšrutai: Obschruten
- Ojastainis: Hohenstein
- Okainiai: Eginten
- Onuškis: Annusken
- Onuškis: Hansischek
- Oreliai: Kralinau
- Ožaičiai: Schalweiten

### P
- Paberžé: Podberschen
- Pabiržė: Unter-Birsen
- Pabradė: Podbrodsen
- Pabiutkalnis: Wümpelauken
- Padovinys: Dawina
- Padubingé: Asdubingen
- Padubysys 1: Dobisen
- Padubysys 2 (b. Veliuona): Dubesenburg
- Padvariškiai: Wirska
- Paezeris: Posseren
- Pagaičiškiai: Pogansten
- Pagėgiai: Pogegen
- Pageležiai: Peygau
- Pagiriai: Pawundenwalde
- Pagramantis: Pagermont
- Pajūris: Pajoren, Pojura
- Pakalniškiai: Pakalnischken
- Pakriauniai: Packrant
- Pakruojis: Pockroy
- Pakvistis: Pakwisch
- Palaižupé: Pallesappe
- Palanga: Polangen
- Palatavys: Lettow
- Palavenelé: Polawen
- Palazduonys: Pasten
- Palaima: Polomen
- Palemonas: Gasholdsburg
- Palentines (am Raudys-Bach): Rauden
- Paleudriai: Meaweren
- Palevene: Lawena
- Palinkuve: Linkau
- Palistrys: Unter-Yostre
- Paliukai: Paligan
- Palokystis: Persepil
- Palolytys: Sweygruwen
- Palonai: Polohnen
- Paluknys: Pollucken
- Palukštys: Wisten
- Palūšė: Paluschhof
- Pamerkiai: Pomandeset
- Pamerkys: Pomerx
- Pamulšelis: Wissewold
- Pamusis: Pomuschen
- Panara: Panaria
- Pandelys: Ponedellen
- Paneriai: Poner
- Panevėžys: Ponewiesch
- Panosiškes: Panasischek
- Panoteriai: Kapellen
- Paobelys: Kapliusbach
- Paparčiai: Pobarthen
- Papilė: Pupillen
- Papilys: Poppel
- Parečėnai: Parent
- Paroveja: Parnawin
- Parudaminys: Hallin
- Pašaltuonys: Schaukteinen
- Pašaltuonys (b. Raseiniai): Saltau
- Pašatrija: Parsepil
- Pašilė: Starpeikendorf
- Paškuvénai: Paskwalen
- Pasnitalys: Tromen
- Pastovai: Perstewiesen
- Pašušvys: Sobenau
- Pasvalys: Pasewalk, Poswol
- Pašvitinys: Paswettin
- Patunkinškiai: Wildniss Dorodisken
- Patylé: Potilitz
- Paukštakiai: Bagnithen
- Pavasaris: Pawerwoß
- Pavermenys: Narmeinen
- Pavinkšné: Sirputtenfeld
- Pavištytis: Posswunten
- Pavoveré: Einaren
- Pavoveré: Weischen
- Pazaduonys: Gessau
- Pedžiai: Peden
- Peluodžiai: Peluse
- Pempyné: Rombinusburg
- Perkunai: Perkuhn
- Perloja 1, 2: Perlam
- Pernarava: Pernarwen
- Peštvenai: Pista
- Petkunai: Knienen
- Petrašiūnai: Warlau
- Petreikiai: Peterkeien
- Pikeliai: Pikellen
- Pilakainiai: Prokenyke
- Piliakalniai: Pillekalne
- Piliakalnis: Sanilisken
- Pilialaukis: Schwendberg
- Piliamontas: Pillemond
- Pilis: Marienburg
- Piliuona: Pillon
- Pilkiai: Püttern
- Pilsupiai: Ramoen
- Pilviškiai: Pilwischken
- Piniava: Pinniau
- Pivašiuniai: Piwitschnamühle
- Plateliai: Plateln
- Pliuškiai: Pliwisken
- Plokščiai: Plockschten
- Plonenai: Planen
- Pludé: Pluden
- Plungė: Plungen
- Pluskiai: Pluskofons
- Plyniai: Walden
- Podolesis: Tulnicken
- Polekėlé: Paleckel
- Pošupés: Seffau
- Pošventis: Paschwenten
- Poteronys: Patrickendorf
- Potriai: Potyre
- Pramedžiava: Promeden
- Pravieniškės: Prowenischk
- Prienai: Prenen
- Pristovai: Prestowille
- Pruseliai: Marienfeste
- Pryšmantai: Prismond
- Pučainiai: Wilkenisken
- Pumpėnai: Pompianen
- Punia: Ponau
- Puodžiunai: Grenzthal
- Pušalotas: Puscheloten
- Putvé: Pütenfeld
- Pylinai: Swittigeilsdorf

### R
- Rabikiai: Preiben
- Radiškis: Radoskei
- Radvietis: Radawitz
- Radviliai: Radwill
- Radviliškis: Radwilischken
- Ragainiai: Rogeyne
- Rageliai: Ragollen
- Ragožiai: Rogeysen
- Ragučiai: Ragroden
- Raguškés: Rakschke
- Raguva: Ragau, Rogau
- Ramoviete: Solitudo
- Ramučiai: Romeygen
- Ramulenai: Romelgan
- Ramygala: Remgallen
- Rapšaičiai: Rapos
- Raseiniai: Raseinen
- Rasiai (am Rausvé Bach): Rause
- Ratnyčia: Rotnitz
- Raudačiai: Ritschau
- Raudenai: Rautensee
- Raudenis: Rowdan
- Raudiškiai: Rogyare
- Raudondvaris: Rotenhof
- Raudonė: Pistenwerder
- Raudonenai: Randenschau
- Rečiuniai: Retschunen
- Rekete: Ritschau
- Remeikiai: Remmeke
- Renavas: Gauer
- Ribukai: Ribuken
- Rietavas: Redau
- Rimenai: Saudingen
- Rimkai: Ringold
- Rimšė: Rimschen
- Rimženčiai: Rimzenten
- Ringaliai: Rendalia
- Ringaudai: Ringold
- Ritersverderis: Ritterswerder
- Ritiné: Herretin
- Rokai: Poettau
- Rokiškis: Rokischken
- Romainiai: Romainen
- Romeikiai: Romeyke
- Rozalimas: Rosalin
- Rubeža: Jagalsberg
- Rubežaičiai: Rubelzau
- Rudamina: Königshof
- Rudenai: Grenzhof
- Rudžiai: Raden
- Ruigiai: Rugian
- Rukainiai: Rokanen
- Rumšiškés: Rumischen
- Rupejkiai: Draweten
- Rutkiškés: Rudenisken
- Rykantai: Rinkant

### S
- Šakai: Schaken
- Šakiai: Schaken
- Šakyna: Schakinen
- Salakas: Sallocken
- Salamiestis: Sollomisch
- Salantai: Gränishof
- Saločiai: Salatt
- Šanciai: Schanz
- Šapys: Schapitzhof
- Sartininkai: Sartinken
- Šaukėnai: Schauken
- Šaukliai: Schauckel
- Šiauliai: Schaulen
- Seda: Schwenden
- Šeduva: Scheddau
- Seiniai: Seinen
- Seirijai: Serrey
- Semeliškės: Semellischek
- Seredžius: Schrödnick
- Šeštokai: Schestoken
- Šešuoliai: Scheschail
- Šeta: Schaten
- Siaudiné: Schauding
- Siaudiniai: Schwetinen
- Šilalė: Schillehnen
- Šiluva: Schidlau
- Simnas: Simnen
- Šimonys: Schimantzen
- Sintautai: Sintauten
- Širvintos: Schirwindt
- Šiupariai: Schuper
- Skapiškis: Skopischken
- Skaudvilė: Skaudwill
- Skiemonys: Skeem
- Skirsnemume: Christmemel
- Skuodas: Johannesberg,
- Slabada: Boberberg
- Šlapaberzé: Schlappoberschen
- Smilgiai: Smilgen
- Sodininkai: Zdingen
- Sriauptai: Straupten
- Stabovnica: Stabaunitz
- Stakliškes: Stoklischek
- Stanislava: Puttenick
- Stelmuiže: Schloss Steinensee
- Streliškiai: Strilsky
- Striupai: Strupen
- Subačius: Subotschen
- Sudamina: Rodemin
- Sudargas: Johannisburg
- Sugaudžiai: Sugautschewitz
- Sugintai: Zuginten
- Šumskas: Schaam
- Šunskai: Schumsken
- Surviliškis: Surwilischken
- Šutkai: Schotken
- Suvainiškis: Schuwinischek
- Suvalku Naumiestis, Kudirkos Naumiestis: Polnisch Neustadt
- Svėdasai: Schwodesitz
- Švekšna: Schwestnau
- Švenčionėliai: Neuschwintzen
- Švenčionys: Schwintzen, aber auch Swenziany
- Šventoji: Heiligenaa
- Švobiškis: Schwabischky

### T
- Tabaras: Taborhof
- Tankiniai: Trenkine
- Tauragé: Tauroggen
- Taurai: Posarum
- Telšiai: Telschen
- Teneniai: Denen
- Tilže: Driswiath
- Tirkšliai: Tirxellen
- Totorkiemis: Torkehmen
- Trakai: Traken
- Trankiniai: Trenkein
- Traupis: Trappen
- Troškūnai: Traschkin
- Truskava: Truskau
- Tryškiai: Trischken
- Tubines: Tubinen
- Tyrkšliai: Tirkschlen
- Tytuvėnai: Titowenen

### U
- Ukmergė: Wilkomir
- Ukrinai: Ukrinus
- Upyna: Uppin
- Upyte: Upitten
- Utena: Utenen
- Užpaliai: Uschpollen
- Užventis: Uschwend

### V
- Vabalninkas: Wobolnicken
- Vaiguva: Waigau
- Vainutas: Woinutten
- Vaisvilai: Waisslowicken
- Valkininkai: Wolkeninken
- Varėna: Warnen
- Varniai: Wornen
- Varteliai: Wartellen
- Vasiliškis: Wassilischken
- Vaškai: Waschken
- Vegeriai: Wegern
- Veisiejai: Wesehen
- Veiveriai: Weiweren
- Veiviržėnai: Wiwirschen
- Veliuona: Welohnen
- Vendziagola: Wanziogallen
- Vepriai: Weppren
- Vėžaičiai: Witzaiten
- Vidiškiai: Widischken
- Viduklė: Widulken
- Vidze: Widsee
- Viekšniai: Wiekschnen
- Viešintos: Weschinten
- Vievis: Wewien
- Viktorova: Matzinken
- Vilijampolé: Wilhelmsfeld
- Vilimiškiai: Willimischken
- Vilkaviškis: Wolfshof
- Vilkija: Memelburg
- Vilnius: Wilna
- Vilušiai: Willuschen
- Virbalis: Wirballen
- Vištitis: Wischtitten
- Višvilé: Wischwill
- Vitiniai: Wittinnen
- Vižainis: Wischainen
- Voruta: Warutten
- Vosiliškis: Martinianum
- Voskoniai: Ekon
- Vyžuonos: Wischunen

### Y
- Ylakiai: Illock

### Z
- Žagarė: Schagarren
- Zapyškis: Sapischken
- Zarasai, Ežerenai: Ossersee
- Žasliai: Schosellen
- Žasyčiai: Schaschutzen
- Žeimelis, Žeimys: Scheimeln
- Žeimiai: Scheine
- Želva: Schelwen
- Želviai: Zelwen
- Žemytė: Zemking
- Žibininkiai: Schibennick
- Židikai: Schiddiken
- Žiežmariai: Schismar
- Zvegiai: Sfiggen
- Žvyriai: Schwüren
- Žygaičiai: Zwingen